# ...E il terzo giorno arrivò il corvo
...E il terzo giorno arrivò il corvo è un film del 1973 diretto da Gianni Crea.

## Trama
I tre fratelli Link, Tornado e Sally Kennedy sono sulle tracce del fuorilegge denominato "Corvo" responsabile della morte dei loro genitori. Giunti in un piccolo villaggio conoscono i fratelli Sloane, i responsabili di alcune rapine ai danni della compagnia mineraria di Mike Lawson, e hanno un diverbio con il loro padre nel saloon di sua proprietà. Sally viene rapita e subito dopo liberata da Charlie, uno dei fratelli Sloane. I tre scopriranno che in realtà Mike Lawson è in combutta con l'intera famiglia Sloane (a parte Charlie) e che il "Corvo" lavora proprio per lui.